# عضلة ضحكية
العضلة الضَّحِكية (بالإنجليزية: Risorius)‏ هي عضلة تساهم في إحداث ابتسامةٍ وهي عضلةٌ رقيقةٌ، سطحيةٌ تمتدّ وحشيًا من زاوية الفم متجهةً نحو الأعلى قليلاً. يؤدّي تقلّص أليافها إلى سحب زاوية الفم نحو الوحشي والأعلى.

## منشأ العضلة
تنشأ العضلة من لفافة الغدة النكفية.

## مرتكز العضلة
ترتبط العضلة بجلد زاوية الفم.